# Jósef Kamiński (pułkownik)
Jósef Kamiński, ros. Иосиф Игнатьевич Каминский (ur. 21 stycznia?/2 lutego 1896 w Krynicy, zm. 16 stycznia 1968 w Moskwie) – pułkownik Armii Czerwonej i pułkownik Wojska Polskiego, drugi komendant szkoły oficerskiej K.B.W.

## Życiorys

### Przedrewolucją październikową
Syn Ignacego Kamińskiego, chłopa z guberni wileńskiej. Imię matki nieznane. Ojciec Jósefa, Ignacy Kamiński, zmarł w roku 1909. Po śmierci ojca Josef musiał pracować jako stajenny, a na początku I wojny światowej jako kopacz okopów i stolarz. W 1915 roku został wcielony do 25 Pułku Piechoty Rezerwowego 60 Dywizji Piechoty.
W 1917 roku został przeniesiony do 238 Betłużskiego pułku piechoty tej samej dywizji. Po upadku armii carskiej opuścił pułk i wrócił do domu.

### Wojna domowa w Rosji
W 1919 roku w stopniu starszyny wstąpił do Oddzielnego Batalionu Ochotniczego Litewskiego Armii Czerwonej. W tym samym roku został awansowany na dowódcę plutonu.
W 1923 roku poślubił Nadieżdę z Boriczewskich, nauczycielkę wiejską. Pomimo rozkwitu propagandy ateistycznej w Rosji Radzieckiej, Nadieżda i Jósef pobrali się w obrządku prawosławnym.

### PrzedII wojną światową
W 1930 roku został skierowany na studia do Wyższego Kursu Oficerskiego „Vystrel”. W 1931 roku wstąpił do WKP(b) i został przeniesiony do Turkiestanu, gdzie walczył z bandami Ibrahim-beka. Potem pracował w oddziale kadrów Środkowoazjatyckiego Okręgu Wojskowego. W 1938 został zwolniony z Armii Czerwonej, ponieważ miał krewnych za granicą. Odwołał się jednak od zwolnienia, i w 1939 roku został przywrócony do Armii Czerwonej i wysłany jako nauczyciel taktyki na Kursy Doskonalenia Dowództwa. Po reorganizacji kursów objął stanowisko zastępcy kierownika Szkoły Piechoty w Machaczkale.
W 1940 roku otrzymał stopień pułkownika. W tymże roku, w Machaczkale, Jósefowi i Nadieżdzie urodził się syn Feliks.

### II wojna światowa

#### Armia Czerwona
Po wybuchu II wojny światowej przyjął stanowisko szefa sztabu i zastępcy dowódcy 41 Dywizji Strzeleckiej. W listopadzie 1941 został ciężko ranny, po wyzdrowieniu został mianowany dowódcą 247. oddziału obejmującego Grzbiet Kaukaski. W trakcie obrony Kaukazu został lekko ranny.

Rodzina Jósefa Kamińskiego w tym czasie była w ewakuacji w mieście Manglisi, Gruzja.

#### Ludowe Wojsko Polskie
W roku 1944 został wysłany do miasta Riazań do pracy w Wyższej Szkole Oficerskiej Wojska Polskiego. Pod dowództwem komendanta Martanusa pracował jako zastępca komendanta jednostek bojowych. Potem brał udział w wyzwoleniu Warszawy. W Warszawie kontynuował pracę w Wyższej Szkole Oficerskiej w Rembertowie, gdzie przeniósł się z rodziną.

### Po II wojnie światowej
Po rozformowaniu Wyższej Szkole Oficerskiej w Rembertowie, został przeniesiony do Korpusu Bezpieczeństwa Wewnętrznego i mianowany komendantem Szkoły Oficerskiej Korpusu Bezpieczeństwa Wewnętrznego, zastępując na tym stanowisku pułkownika Szabanowa.
W 1948 roku przyjął stanowisko zastępcy dyrektora Departamentu Szkolenia Ministerstwa Bezpieczeństwa Publicznego, gdzie pracował do 31 maja tego roku.
1 czerwca 1948 został oddelegowany do Związku Radzieckiego i oddany do dyspozycji Głównego Zarządu Kadrowego Ministerstwa Obrony ZSRR.
Po demobilizacji, osiadł w obwodzie moskiewskim, potem w Moskwie. Mieszkał z rodziną na ulice Studienczeskej. W tej samej okolicy mieszkał były dowódca KBW Bolesław Kieniewicz, z którym po wojnie przyjaźnił się Jósef Kamiński. 
Jósef Kamiński zmarł 16 stycznia 1968 roku w 1586. wojskowym szpitalu klinicznym w Chlebnikowie. Został pochowany w Moskwie, na Cmentarzu Wostriakowskim.

## Ordery i odznaczenia
- Order Odrodzenia Polski IV klasy (24 maja 1946)[5]
- Złoty Krzyż Zasługi (16 lipca 1946)[6]
- Order Lenina (ZSRR)[7]
- Order Czerwonego Sztandaru (ZSRR)[8]
- Order Wojny Ojczyźnianej I stopnia (ZSRR)[9]
- Medal „Za obronę Kaukazu” (ZSRR)[10]
- Medal „Za zwycięstwo nad Niemcami w Wielkiej Wojnie Ojczyźnianej 1941–1945” (ZSRR)[11]
- Medal „Za wyzwolenie Warszawy” (ZSRR)[12]

## Rodzina
Był żonaty z Nadieżdą Michajłowną z Boriczewskich (nie żyje). Ich jedynym synem jest Feliks.
Matka Jósefa Kamińskiego i dwaj jego bracia (imiona są nieznane) podczas II wojny światowej zostali rozstrzelani przez hitlerowców jako partyzanci w lesie Władyckim niedaleko miasta Ilja w obwodzie mińskim.
Siostry Jósefa Kamińskiego to Katarzyna i Tekla (nie żyje). Starszy brat Matwiej wyemigrował do Stanów Zjednoczonych w roku 1913. Zmarł 19 sierpnia 1980 roku w Cleveland.